# Radiolina
Radiolina è un'emittente radiofonica italiana locale in Sardegna con sede a Cagliari, fa parte del gruppo L'Unione Sarda.

## Storia
È stata la prima radio libera dell'isola, venne fondata da Nicola Grauso e Michele Rossetti il 19 giugno 1975, circa tre mesi prima dell'inizio delle trasmissioni di Videolina. Le trasmissioni cominciano in un appartamento di vico Duomo, a Cagliari, con delle attrezzature di origine militare acquistate dallo stesso Grauso. Nel 1979 venne trasferita nella sede, attualmente non più occupata, di viale Marconi a Cagliari.
Le due emittenti, sia quella radiofonica (Radiolina) che quella televisiva (Videolina) impiantate da Grauso e Rossetti hanno avuto un notevole successo di ascolti nell'Isola e fruttarono all'imprenditore un consistente ritorno economico derivante dalla raccolta pubblicitaria. Tale successo si concretizzò con l'incorporazione nel broadcast delle emittenti radiofoniche del territorio, tra esse Radio Emme nata nello stesso contesto storico di Radiolina. Tale espansione consentirà l'incremento della propria posizione dominante nell'editoria sarda, culminata nell'acquisto nel 1985 de L'Unione Sarda, all'epoca il quotidiano con maggior tiratura nell'isola.
Dopo 24 anni finisce la gestione di Nicola Grauso, in seguito alle vicende legate al sequestro di Silvia Melis che in merito dichiarò:
Nel 1999 quindi la proprietà di Radiolina è passata, ad un altro editore sardo, Sergio Zuncheddu. Attualmente gli studi sono in piazzetta L'Unione Sarda a Cagliari.
Nel 2014 stipula un accordo con il Cagliari Calcio divenendo la sua radio ufficiale, al 2023 è la prima stazione sarda per numero di ascolti.

## Palinsesto
- A voi la linea: va in onda il lunedì alle 14:30, è condotta da Lele Casini che commenta con gli ascoltatori le partite giocate dal Cagliari Calcio nel fine settimana precedente.[7]
- C'è Scraffingiu per te: viene condotto ogni martedì alle 20:00 dalla cantante Maria Giovanna Cherchi e da Alessandro Pili, il quale interpreta in chiave comica vari personaggi tra i quali il sindaco di Scraffingiu.[8][7]
- Caffè corretto: nelle mattine dei giorni feriali, dalle 08:30 alle 10:00, propone un resoconto e un commento delle notizie riportate dalle principali agenzia di stampa isolane e non. La conduzione è affidata a vari giornalisti.[7]
- Casa CUS: nasce per riportare gli aggiornamenti sportivi del CUS Cagliari e quelli relativi all'Università degli Studi di Cagliari. È curato da Andrea Matta e viene trasmesso ogni venerdì alle 14:30.[7]
- Classica-mente: è in programmazione tutti i giorni in tarda serata a partire dalle 23:00, propone musica classica e opere. È prodotta in collaborazione con il Teatro Lirico di Cagliari.[9][7]
- I conti di famiglia: dedicata alle famiglie, nasce nell'ottica di fornire consigli utili al risparmio. È gestito da una coppia di giornalisti, Simona De Francisci e Giuseppe Deiana. Fa parte della programmazione del martedì, alle 14:30.[10][7]
- GR: è il radiogiornale dell'emittente. La sua edizione standard viene riproposta ogni ora ed è redatto da Lele Casini e Valentina Caruso. Viene sostituito e affiancato dalla trasmissione audio di due telegiornali:[7]
  - Videolina (in lingua italiana): alle 06:00, alle 15:30, alle 21:30 e a 00:30 (quest'ultima ad eccezione della domenica);
  - Sardegna Uno (in lingua sarda): alle 16:00, alle 22:00 e all'01:00 (quest'ultima ad eccezione della domenica).
- Il Cagliari in diretta: Valentina Caruso, Alberto Masu e Fabiano Gaggini ospitano e intervistano i calciatori del Cagliari Calcio. Viene proposto anche sulla televisione digitale terrestre tramite Videolina, nonché sul canale 819 della televisione satellitare (Sky e tivùsat).[11][7]
- La cicala e la formica: trasmesso il martedì alle 18:30, si basa sulla satira di Luigi Almiento.[7]
- La radiocronaca: propone il giornalismo sportivo di Lele Casini, in diretta dagli stadi sede delle competizioni sportive del Cagliari Calcio.[12][7]
- La strambata: è trasmessa dal lunedì al venerdì dalle 12:30 alle 14:00, è un rotocalco con ospiti in studio.[7]
- L'informatore sportivo: Lorenzo Piras il lunedì alle 18:30 riporta i risultati sportivi e le competizioni in programma, non soltanto delle serie minori del calcio ma anche degli altri sport, accompagnato da ospiti in studio.[7]
- Lo facciamo per soldi: programma di intrattenimento di Alessandro Pili ed Enrico Pilia con musica e collegamenti telefonici con gli ascoltatori, trasmesso il sabato dalle 10:00 alle 11:00 e il mercoledì alle 18:30.[13][7]
- L'Unione salute: rubrica medico-alimentare in collaborazione con il giornalista e divulgatore Ivan Paone, trasmessa il sabato ale 07:15 e alle 12:15 e la domenica alle 19:45, anche su Videolina.[7]
- Il postpartita: analisi di 30 minuti (in onda anche su Videolina) successiva a ogni puntata de La radiocronaca, a cura di Luca Neri e in collegamento telefonico con gli ascoltatori.[7]
- Radar: replica in differita dell'omonimo programma del giornalista e politico Nicola Scano trasmesso ogni giovedì alle 21:00 su Videolina, mentre su Radiolina viene proposto il venerdì alle 18:30.[7]
- Radio smeralda: è condotta in diretta da Olbia da Chirstian Asara, viene mandata in onda dal lunedì al venerdì dalle 17:00 alle 20:00.[7]
- Radiolina junior: dal lunedì al venerdì alle 07:45 trasmette filastrocche e musica per bambini, spesso tratte dai cartoni animati.[14][7]
- Sa Radiolina (in lingua sarda): il suo palinsesto è costituito esclusivamente da brani di canto a tenore sia dei cantanti più illustri e famosi dell'isola che degli artisti emergenti. L'emittente trasmette solo ed esclusivamente all'interno del sito internet della radio e sull'app dedicata alle 06:15, alle 16:15, alle 22:15 e all'01:15.[7]
- Sala prove: programma dedicato alla promozione di musicisti e cantanti isolani emergenti, i quali oltre a presentarsi si esibiscono nei loro album dal vivo. La conduzione è affidata a Fabio Leoni, ex membro della band Sa Razza. Viene proposta la domenica alle 20:00 e il lunedì alle 14:30, anche su Videolina nella stessa giornata ma alle 22:30.[7]
- Unione cult: rubrica intellettuale che ospita giornalisti, attori, scrittori e artisti, è dedicata alla valorizzazione culturale dell'isola. È affidata a Francesco Abate e Francesca Figus.[7]

## Frequenze
| Provincia    | Area                      | Frequenza (MHz) |
| ------------ | ------------------------- | --------------- |
| Cagliari     | Cagliari, Sarrabus-Gerrei | 98.0            |
| Cagliari     | Monte Serpeddì            | 100.8           |
| Cagliari     | Teulada                   | 91.2            |
| Nuoro        | Arzana                    | 99.2            |
| Nuoro        | Nuoro                     | 103.7           |
| Nuoro        | Orosei                    | 91.3            |
| Oristano     | Fluminimaggiore           | 93.3            |
| Oristano     | Punta Badde Urbara        | 103.9           |
| Sassari      | Alghero                   | 91.1            |
| Sassari      | Arzachena                 | 91.9            |
| Sassari      | Budoni                    | 104.6           |
| Sassari      | Monte Limbara             | 98.4            |
| Sassari      | Monte Oro, Bosa           | 88.0            |
| Sud Sardegna | Buggerru                  | 100.7           |
| Sud Sardegna | Villasimius               | 100.6           |
| Sud Sardegna | Sant'Antioco              | 101.0           |
| Fonte:       |                           |                 |